# Campeonato Mundial de Balonmano Masculino de 1938
El I Campeonato Mundial de Balonmano Masculino se celebró en Alemania entre el 5 y el 6 de febrero de 1938 bajo la organización de la Federación Internacional de Balonmano (IHF) y la Federación Alemana de Balonmano.

## Grupo único
| Equipo    | J | G | E | P | G+ | G- | DG  | PTS |
| --------- | - | - | - | - | -- | -- | --- | --- |
| Alemania  | 3 | 3 | 0 | 0 | 23 | 9  | +14 | 6   |
| Austria   | 3 | 2 | 0 | 1 | 16 | 11 | +5  | 4   |
| Suecia    | 3 | 1 | 0 | 2 | 8  | 13 | -5  | 2   |
| Dinamarca | 3 | 0 | 0 | 3 | 6  | 20 | -14 | 0   |

- Resultados

| Fecha | Partido¹ | Partido¹ | Partido¹  | Resultado |
| ----- | -------- | -------- | --------- | --------- |
| 05.02 | Alemania | -        | Dinamarca | 11-3      |
| 05.02 | Austria  | -        | Suecia    | 5-4       |
| 06.02 | Suecia   | -        | Dinamarca | 2-1       |
| 06.02 | Alemania | -        | Austria   | 5-4       |
| 06.02 | Alemania | -        | Suecia    | 7-2       |
| 06.02 | Austria  | -        | Dinamarca | 7-2       |

- (¹) – Todos en Berlín.

## Medallero
|          |         |        |
| Alemania | Austria | Suecia |

## Estadísticas

### Clasificación general
| 1. Alemania  |
| 2. Austria   |
| 3. Suecia    |
| 4. Dinamarca |

### Máximos goleadores
| N.º | Nombre       | País     | Goles |
| --- | ------------ | -------- | ----- |
| 1   | Hans Theilig | Alemania | 6     |
| 1   | Ynge Lamberg | Suecia   | 6     |

## Medallistas
| Alemania nazi | · Austria | · Suecia |
| Karl Herbolzheimer Herbert Schmidt Gerd Brüntgens Walter Hömke Hans Keiter Kurt Lubenow Kurt Mahnkopf Hans Obermark Günther Ortmann Gerd Schauer Will Steininger Hans Theilig Adolar Woczinski Philipp Zimmermann | Franz Axmann Otto Cerny Hans Houska Zdenko Kucera Robert Leu Otto Licha Ferdinand Mantler Anton Perwein Alfred Schmalzer Alois Schnabel Rudolf Tauscher Jaroslav Volak Leopold Wohlrab | Sven Ablad Torsten Andersson Erik Floberg Åke Forslund Stig Hjortsberg Sture Hultberg Åke Kallerdahl Yngve Lamberg Roland Nilsson Allan Rolander Sigfrid Schönning Tage Sjöberg Gustaf Adolf Thorén |
| Otto Günther Kaundinya (Entrenador) | Wilhelm Tolar (Entrenador) | Herbert Johansson (Entrenador) |